# NGC 3328
NGC 3328 est constitué d'une paire d'étoiles rapprochées située dans la constellation du Lion. L'astronome allemand Wilhelm Tempel a enregistré la position de ces deux étoiles le 21 mai 1879.